# Gants Hill (metrostation)
Gants Hill is een station van de metro van Londen aan de Central Line. Het station is geopend in 1947.

## Geschiedenis
In 1933 werd het OV in Londen genationaliseerd in de London Passenger Transport Board (LPTB) waardoor de verschillende metrobedrijven in een hand kwamen. LPTB kwam met het New Works Programme 1935-1940 om knelpunten in het metronet aan te pakken en nieuwe woonwijken op de metro aan te sluiten. De London & North Eastern Railway (LNER) had van haar rechtsvoorganger Great Eastern Railway o.a. twee voorstadslijnen met stoomdiensten door de noordoostelijke wijken in aanbouw overgenomen. LNER had echter geen geld om de voorstadslijn te elektrificeren en bovendien zouden forensen door een verlenging van de metro ook niet meer hoeven overstappen bij Liverpool Street. Het New Works Programme voorzag dan ook in de integratie van deze voorstadslijnen in de Central Line. De Fairlop Loop, tussen Ilford en Woodford , werd bij Ilford losgekoppeld van de spoorlijn naar het oosten en de metro kreeg een eigen tunnel tussen Newbury Park en Leytonstone. Deze tunnel, grotendeels onder de Eastern Avenue, met drie stations, waaronder Gants Hill, betekende dat de metro niet zoals de stoomdiensten tussen het andere treinverkeer hoefde te rijden.    
Deze drie stations werden gebouwd om nieuwe woonwijken in Ilford noord te bedienen, als namen voor Gants Hill zijn Ilford North en Cranbrook overwogen. De bouw begon in 1936 en het grootste deel van de geboorde tunnels was voltooid toen de bouw in juni 1940 als gevolg van het uitbreken van de Tweede Wereldoorlog werd stilgelegd. Tijdens de oorlog werd het station gebruikt als schuilkelder en de tunnels tussen Gants Hill en Redbridge werden van 1942 tot 1945 door Plessey gebruikt als fabriek voor vliegtuigonderdelen, communicatieapparatuur en granaathulzen.
De bouw werd na afloop van de oorlog hervat, op 4 december 1946 bereikte de Central Line Stratford, op 5 mei 1947 Leytonstone en Newbury Park op 14 december 1947 via de drie nieuwe ondergrondse stations waaronder Gants Hill.

## Ontwerp en bouw
In 1931 werd besloten tot de aanleg van een metro in Moskou en Russische ingenieurs gingen naar Londen om als voorbeeld de metro te bekijken. Metrodirecteur Frank Pick en architect Charles Holden werden aangetrokken als adviseurs en Frank Pick werd door Stalin onderscheiden voor zijn bijdrage. Een intern verslag in 1935 van ingenieurs van de Londense metro over het systeem van de Russische hoofdstad leidde tot het besluit om in Londen een pylonenstation, dat in Rusland was ontworpen voor diep gelegen stations en grote reizigersstromen kon verwerken, te bouwen. Charles Holden ontwierp de drie nieuwe ondergrondse stations en baseerde Gants Hill op de blauwdruk van een pylonenstation. In Moskou werd tegelijk  Elektrozavodskaja ontworpen voor de verlenging van lijn 3, in Londen werd Gants Hill ontworpen voor de verlenging van de Central line, beide met een verlicht plafond in een middenhal. In Moskou werd de verlichting met gloeilampen in het plafond gerealiseerd, in Londen wordt het plafond van onderen aangelicht door lantaarns in de middenhal. Het station in Londen was al in ruwbouw gereed toen in 1943 met de bouw van Elektrozavodskaja werd begonnen. De bouw in Londen lag echter tijdens de Tweede Wereldoorlog stil en zodoende werd Moskou op 15 mei 1944 de eerste die het station in gebruik nam, de Londense tegenhanger werd pas op 14 december 1947 in gebruik genomen. Het pylonenstation is in Londen geruime tijd niet verder toegepast al kreeg Victoria op 7 maart 1969 wel twee middenhallen tussen de perrons van de Victoria Line. Op de Northern Line zijn de stations London Bridge en Bank na verbouwingen in 1999 respectievelijk 2022 ook voorzien van een middenhal. Het stationsdeel van de Elizabeth line bij Liverpool Street is als eerste na Gants Hill als pylonenstation gebouwd. 

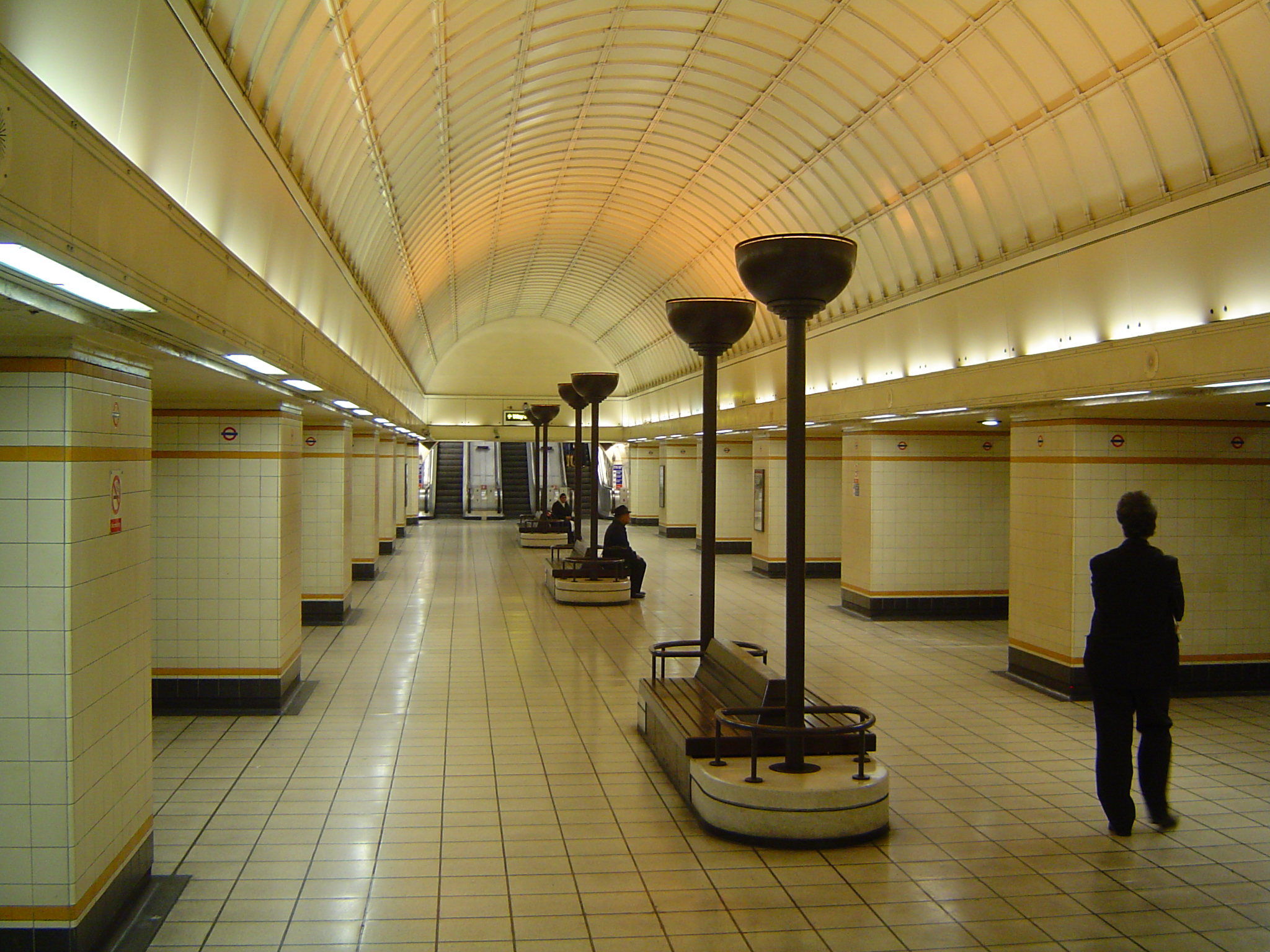
De middenhal van Gants Hill
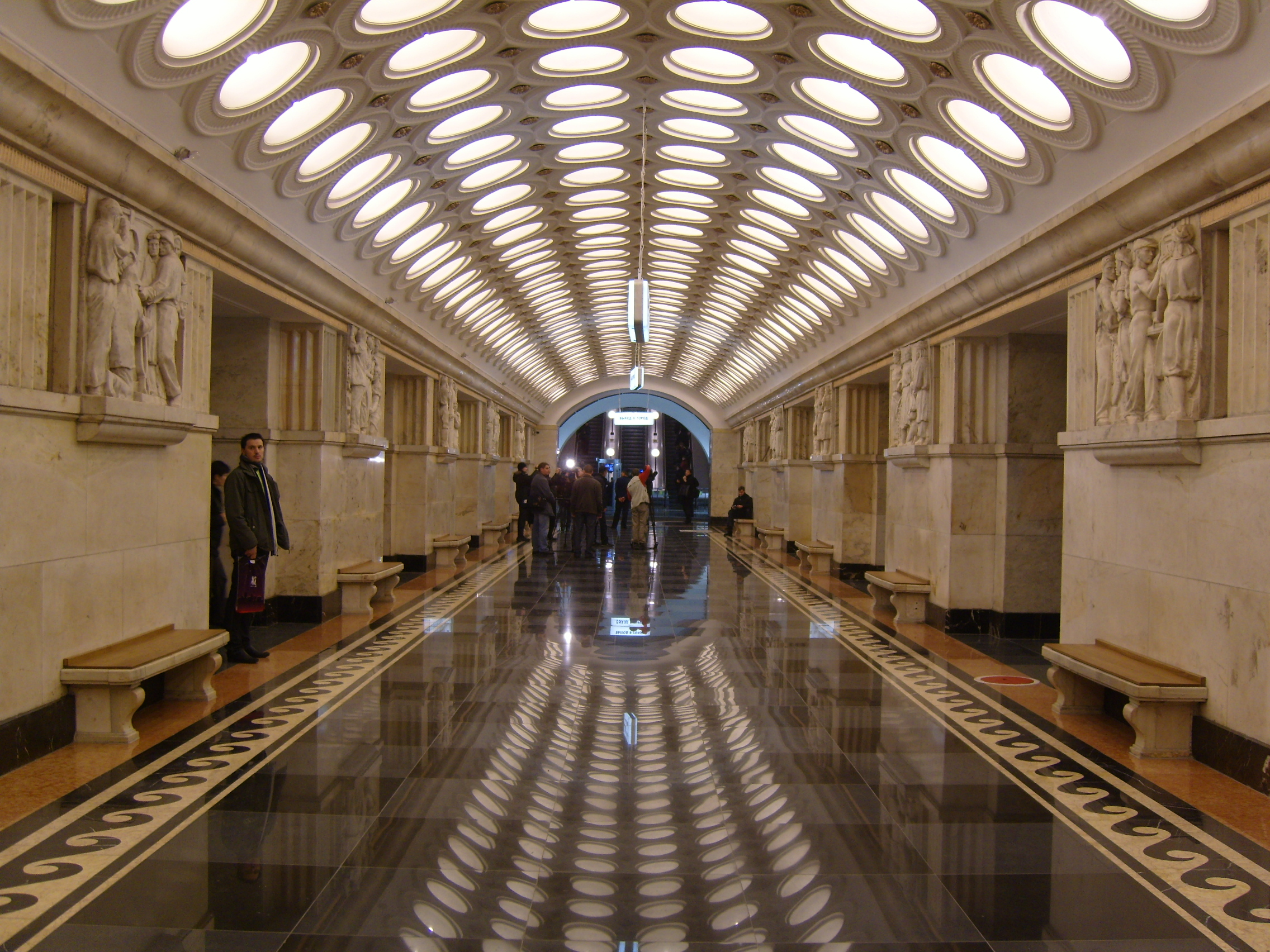
De middenhal van Elektrozavodskaja
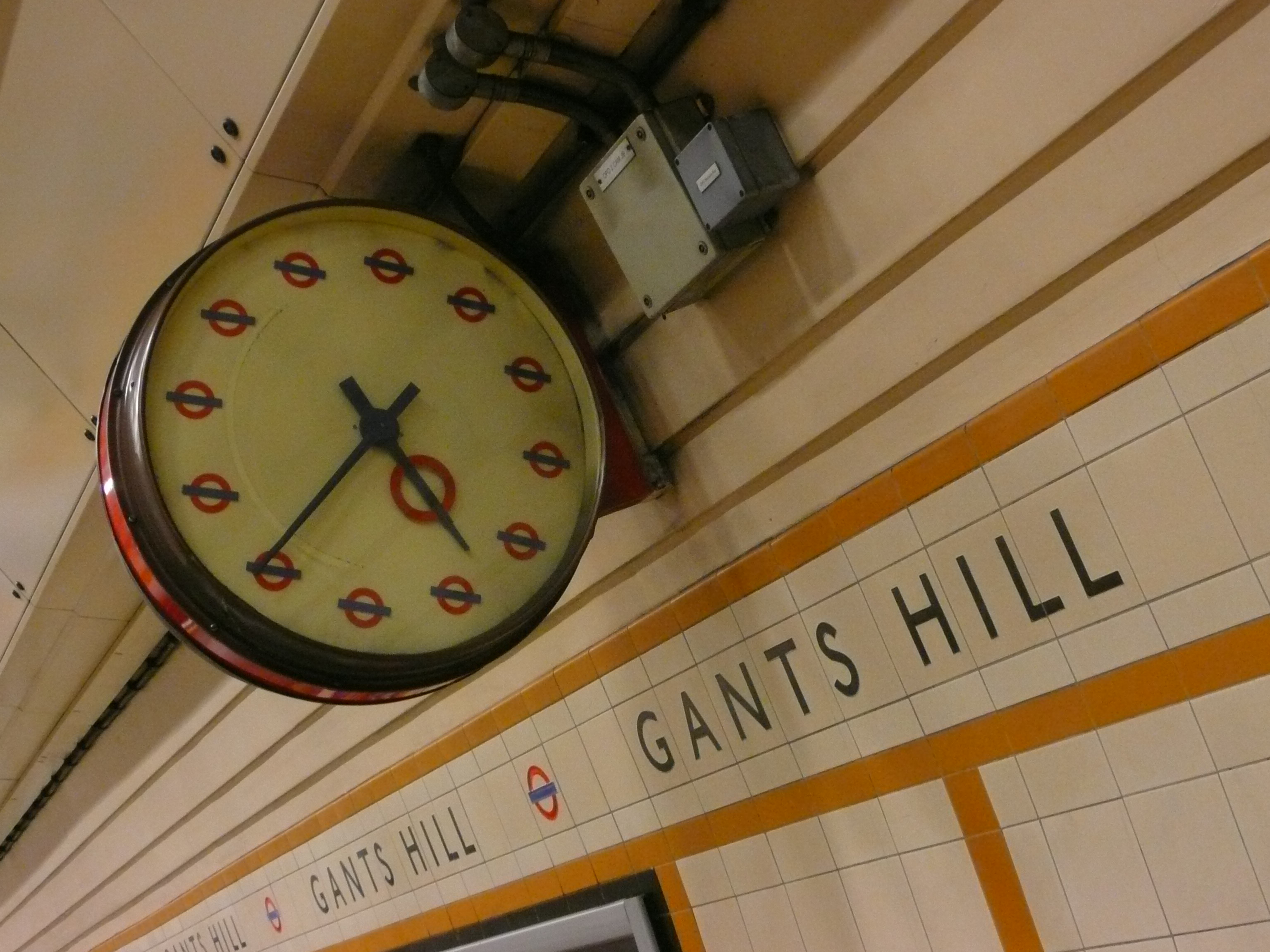
De klok met roundels

## Ligging en inrichting
Het station dankt zijn naam aan de Gants Hill rotonde waar de Eastern Avenue en Cranbrook Road elkaar kruisen en de Woodford Avenue vanuit het noordwesten op uit komt. De naam Gants Hill is afgeleid van de familie le Gant die bekend stond als stadhouders. De stationshal ligt midden onder de rotonde en is via verschillende voetgangerstunnels verbonden met meerdere toegangen rond de rotonde. Het station bedient voornamelijk een woonwijk en ligt in de buurt van Valentines Park, Valentines High School en nachtclub "Faces". Door de lage bouwsels boven de stationshal in het midden van de rotonde kan daglicht naar binnenvallen en wordt de ventilatie geregeld. De ondergrondse stationshal is met een roltrapgroep van drie roltrappen verbonden met een middenhal, naar Russisch voorbeeld, tussen de perrons. Het logo van de metro (roundel) is overal op het tegelwerk terug te vinden en ook de klokken boven de perrons zijn van het logo voorzien. Hoewel Gants Hill een uniek ontwerp heeft staat het, in tegenstelling tot Redbridge, niet op de monumentenlijst, al is er veel steun om het op die lijst te plaatsen.

## Reizigersdienst
De frequentie schommelt gedurende de dag, over het algemeen rijdt elke 3-4 minuten in westelijke richting tussen 05:23 en 23:57 en in oostelijke richting tussen 06:25 en 01:03 een metro. Normaal gesproken betreft het ritten tussen Hainault en Ealing Broadway , hoewel tijdens dienstonderbrekingen, metro's ook naar West Ruislip kunnen rijden. 
De normale dienst tijdens de daluren omvat: 
- 9 ritten per uur in westelijke richting naar Ealing Broadway
- 3 ritten per uur in westelijke richting naar White City
- 9 ritten per uur in oostelijke richting naar Hainault, waarvan 3 verder naar Woodford
- 3 ritten per uur in oostelijke richting naar Newbury Park.

Sinds augustus 2016 doet de Night Tube het station aan. Deze omvat op vrijdag- en zaterdagavond:
- 3 ritten per uur in oostelijke richting naar Hainault
- 3 ritten per uurin westelijke richting naar White City